# Еспадон

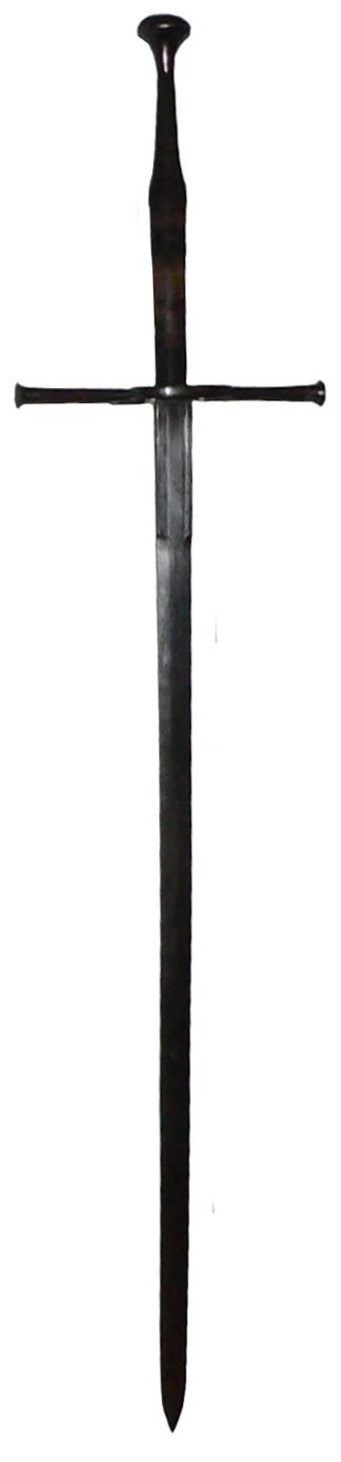
Еспадон

Еспадо́н або спадо́н (фр. espadon від ісп. espada — «шпага») — дворучний меч типу «велика шпага». Дворучний меч під зріст людини з прямим клинком і масивною хрестовиною. Зброя пішого воїна, зокрема панцирної піхоти. Використовувався головним чином у Німеччині та Швейцарії в XV–XVII століттях.
Еспадон можна розглядати, як «класичний» тип дворучного меча. Еспадон є важким мечем для рубання, пристосованим виключно для роботи двома руками.

## Опис
Клинок меча двосічний, з заокругленим вістрям, довжиною до 1,5 м при загальній довжині всього меча близько 1,8 метра. У перерізі клинок здебільшого був чотиригранний. Гарда складалась з двох довгих і масивних дужок, іноді з бічними кільцями, які здебільшого дещо спускались до лез. Центр ваги меча — на лезі біля гарди. Іноді зустрічаються варіанти з центром ваги, зміщеним ближче до вістря клинка, що було зроблено для посилення пробивної здатності цієї зброї. Руків'я трубчасте або накладне, яке покривалось матерією або шкірою, та закінчувалось оголів'ям, якого втім, могло й не бути.